# KkStB tendr 156

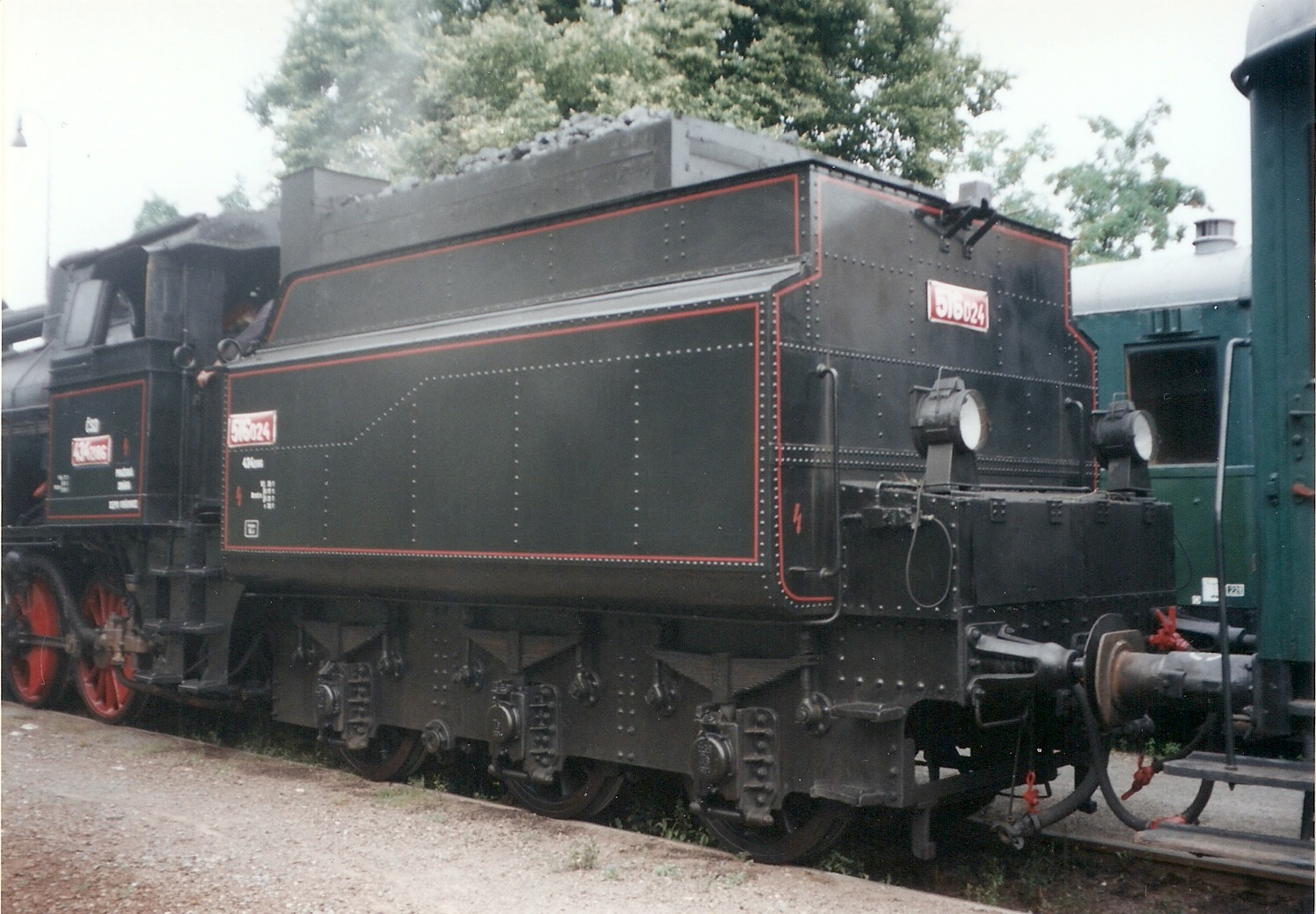
Tendr 516.024 lokomotivy 434.2186

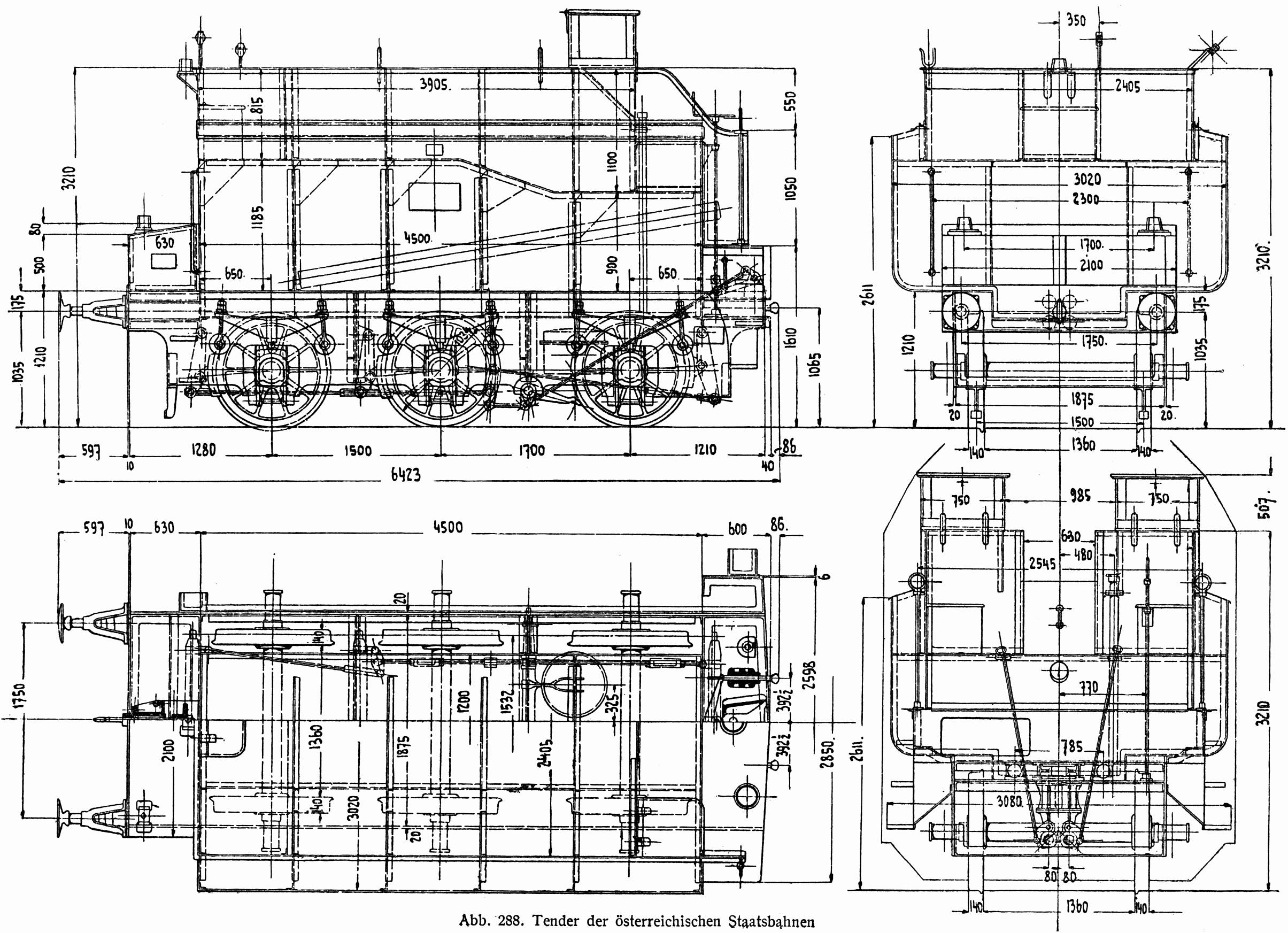
Rozměrový výkres

Tendr řady 156 kkStB byl třínápravový tendr použitý u mnoha lokomotivních řad kkStB i dalších železnic. Vyráběn byl původně v letech 1910–1918, pro kkStB vzniklo celkem 1586 kusů. U ČSD nesl řadu 516.0, u BBÖ řadu 156 a u ÖBB řadu 9156.
kkStB pořizovala tyto tendry ke svým lokomotivám od roku 1910. Jeho předchůdcem byl tendr řady řady 56, od kterého se odlišoval zúžením uhláku, takže kapsy vodojemu mohly být prodlouženy na celou délku tendru, což usnadnilo zastavování u vodních jeřábů a zároveň zlepšilo výhled z lokomotivy při jízdě tendrem napřed. Tendry dodávala Lokomotivka Floridsdorf, 1. Českomoravská, Ringhoffer, Lokomotivka Vídeňské Nové Město, Lokomotivka StEG, Maschinen- und Waggonfabrik Kasimir Lipiński Sanok a Akciová společnost Strojírny, dříve Breitfeld, Daněk a spol..
Tendry existovaly jak v čistě uhelném provedení, tak i se zásobníkem oleje pro přídavné olejové topení používané například na arlberské dráze nebo na rumunských železnicích.
Výroba těchto tendrů pokračovala i v samostatném Československu.

## Technické údaje
|                    | uhlí     | uhlí/olej |
| ------------------ | -------- | --------- |
| Počet náprav       | 3        | 3         |
| Rozvor             | 3200 mm  | 3200 mm   |
| Průměr kol         | 995 mm   | 995 mm    |
| Objem vody         | 16,0 m³  | 16,0 m³   |
| Uhlí/olej          | 8,5/- m³ | 6/4,5 m³  |
| Prázdná hmotnost   | 17,0 t   | 18,5 t    |
| Hmotnost ve službě | 39,0 t   | 41,5 t    |